# Alalakh
Alalakh (hitita: Alalaḫ) és el nom d'una antiga ciutat estat prop de la moderna Antioquia, a la vall d'Amuq, a la província turca d'Hatay.

## Història

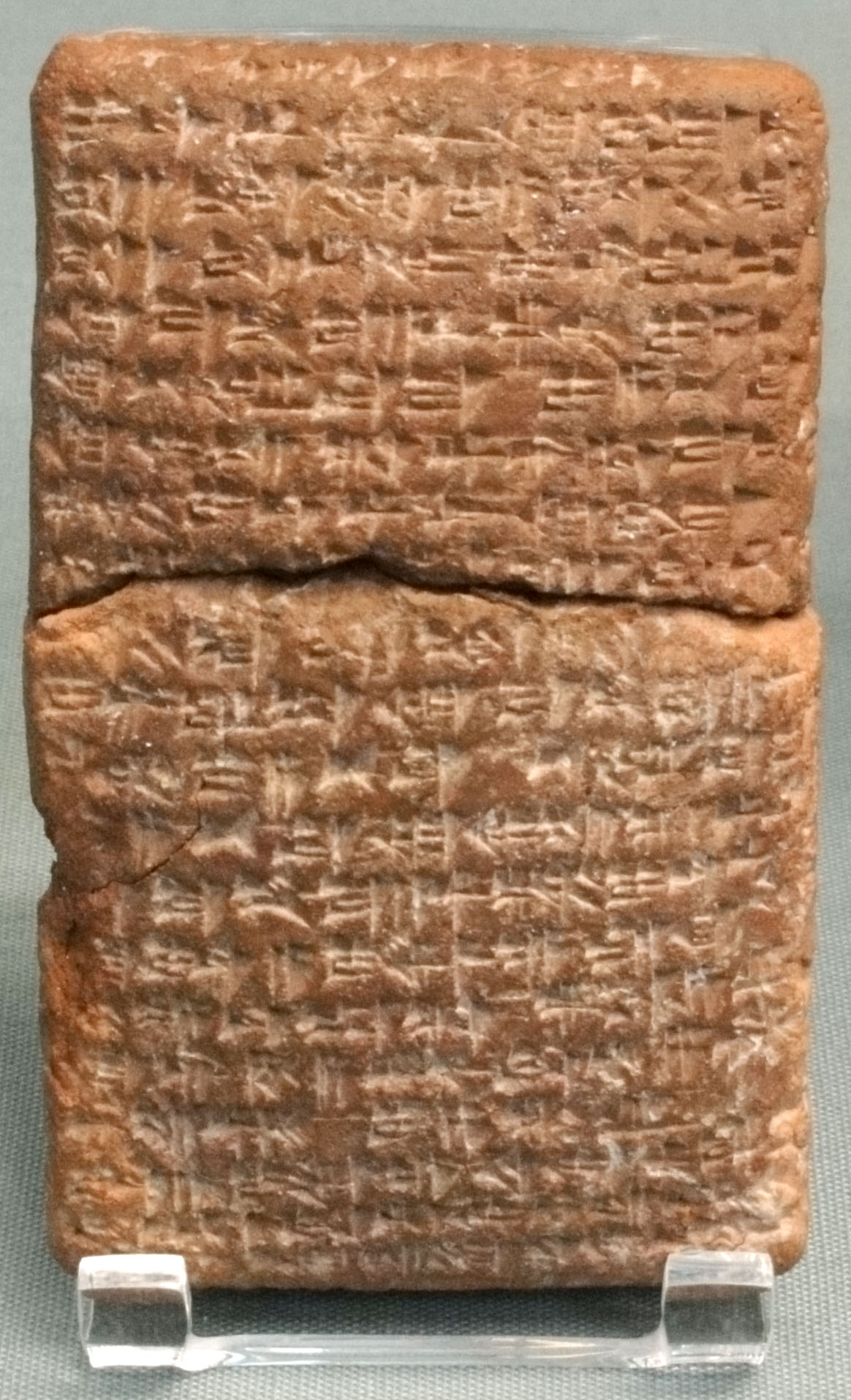
Taula sobre un tractat d'esclaus

Alalakh fou la capital d'un regne a la vora del riu Orontes conegut per Mukish, Mushki, o Alalakh, que cap al 1800 aC era vassall de Iamkhad. L'esmenten els arxius trobats a Mari.
Hattusilis I, rei hitita (vers 1650-1620 aC) va entrar a Síria per Alalakh a la meitat del segle xvii aC, on era rei Ammitaqu (que era vassall d'Ammurapi II d'Alep), i la ciutat fou destruïda, però es va reconstruir i el regne va subsistir.
Després del 1500 aC, potser vers el 1480 aC, la dinastia de Iamkhad, que estava emparentada amb la dinastia hurrita d'Emar, fou expulsada pel rei de Mitanni Barattarna, que es va apoderar d'Alep, Alalakh i altres principats. Idrimi, fill del rei d'Iamkhad, amb els seus seguidors, es va apoderar d'Alalakh al cap de set anys i després d'altres set anys de lluita es va acordar la pau, i Idrimi fou reconegut rei vassall d'Alalakh o Mukish. Idrimi fou lleial al rei hurrita excepte per un parell d'anys -vers 1454 a 1452 aC-, en què fou sotmès per força per Egipte. Va fer un tractat amb el Regne de Kizzuwatna, sobre la base del qual Idrimi d'Alalakh va poder entrar a terres hitites, que va saquejar; el botí fou repartit entre els soldats i auxiliars, i entre els propers a la família reial. Va establir al país els nòmades suteus. A Idrimi, el va succeir el seu fill Niq-mepa (Addunirari).
Va desaparèixer pels tombs del 1400 aC conquerit pels hitites (Tudhalias II), però es va restaurar en temps dels seus successors Arnuwandas I o Tudhalias III, ja que quan Subiluliuma I va fer la seva primera expedició a Síria vers el 1340 aC apareix un rei d'Alalakh, vassall egipci anomenat Itur-Addu, que va entrar en l'aliança contra els hitites, encapçalada per Addu-Nirari, rei de Nuhase occidental, i de la qual fou membre també Aki-Tesup, rei de Niya. Conjuntament, van atacar Ugarit, el rei de la qual, Niqm-Addu II, no s'havia volgut unir a la coalició. Els atacs continuats d'Alalakh-Mukish, Niya i Nuhase sobre Ugarit van obligar el rei Niqm-Addu II a buscar ajut, i es va dirigir al rei hitita, al qual va oferir la submissió. Subiluliuma va enviar tropes que van expulsar els atacants i també va capturar Alalakh. El rei d'Ugarit va anar a Alalakh a fer submissió personal al rei hitita. Alalakh fou inclosa en el Regne de Khalap, format a la regió de Khalab (Alep) per un fill del rei hitita.
Vegeu també: Idrimi i Parsatatar.